# Trasporti in Sardegna

Posizione della regione

Il sistema infrastrutturale dei trasporti della Sardegna consiste in linee ferroviarie, aeroportuali, stradali e marittime.
Per contrastare efficacemente gli effetti dell'insularità, è stata sviluppata nel tempo una buona rete di servizi e di impianti portuali ed aeroportuali. Ben distribuiti nel territorio queste strutture collegano l'isola al continente italiano ed europeo per mezzo di linee aeree e tramite navi che partono dai porti più importanti. Durante la stagione turistica, il traffico lungo tutte le vie di comunicazione e nelle stazioni marittime aumenta in modo considerevole e gli spostamenti nelle località interne richiedono tempo. Le strade sono spesso ricche di tornanti e panoramiche (a parte le principali direttrici), con curve e saliscendi a seconda dell'orografia del territorio.

## Rete stradale
La Sardegna è l'unica regione italiana priva di autostrade, ne fa le veci la rete di superstrade costruite fra i principali centri, completamente pubbliche e gratuite, arterie da cui si diramano poi strade secondarie verso tutte le località. La superstrada SS 131 Carlo Felice attraversa l'isola da nord a sud collegando Cagliari con Sassari e Porto Torres, passando per Oristano e Macomer, mentre una sua deviazione, la SS 131 dir/centr Nuorese, raggiunge Olbia passando per Nuoro e Siniscola. Nella zona settentrionale dell'isola, la superstrada SS 291 della Nurra e la SS 729 Sassari-Olbia collegano Alghero e Olbia via Sassari. Nel meridione la SS 130 Iglesiente collega il capoluogo con Iglesias, mentre ad est la strada a scorrimento veloce SS 125 Orientale Sarda, collega Cagliari con Tortolì. Le dorsali Cagliari-Oristano-Sassari-Porto Torres e Alghero-Sassari-Olbia-Golfo Aranci fanno parte dello SNIT - Sistema Nazionale Integrato dei Trasporti.
Il servizio regionale di trasporti pubblico ARST (Azienda regionale sarda trasporti) collega tramite autobus la totalità dei comuni con almeno una corsa giornaliera, ed è presente negli aeroporti e nei porti in coincidenza con l'arrivo degli aerei e dei traghetti. Le località più isolate sono invece servite da compagnie private. Nelle città di Alghero, Cagliari (con tutta l'area metropolitana), Carbonia, Iglesias, Macomer, Nuoro, Olbia, Oristano, Porto Torres, Quartu Sant'Elena, Sassari e Selargius sono presenti sistemi di trasporto pubblico urbano.

## Trasporti marittimi

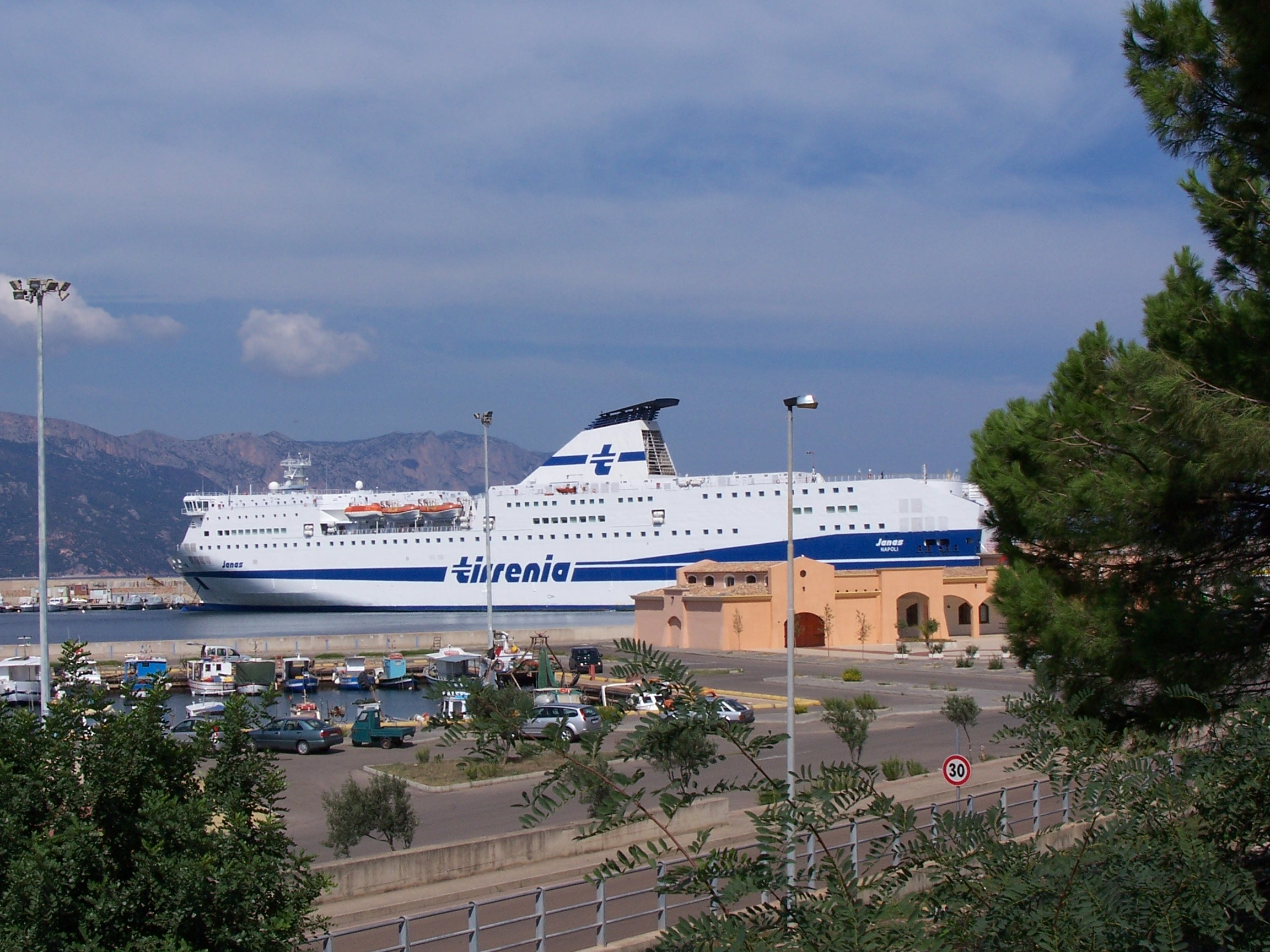
Traghetto in arrivo al porto di Arbatax

Tramite moderne stazioni marittime e traghetti, la Sardegna è collegata con i più importanti porti italiani del mar Tirreno e del mar Ligure (Civitavecchia, Genova, Livorno, Piombino, Napoli e Palermo), ma anche con la Francia (Ajaccio, Bonifacio, Propriano, Tolone e Marsiglia) e la Spagna (Barcellona). I porti di approdo sono Arbatax, Cagliari, Golfo Aranci, Olbia e Porto Torres e Santa Teresa di Gallura. Le compagnie di navigazione che garantiscono i servizi verso l'isola sono Tirrenia, Moby Lines, Corsica Ferries - Sardinia Ferries, Grandi Navi Veloci, Grimaldi Lines e le francesi Corsica Linea e Compagnie méridionale de navigation, oltre ad altri armatori locali (ad esempio Delcomar) che effettuano i collegamenti interni con le isole minori.
Si specifica che le uniche linee di trasporto marittimo in regime di continuità territoriale, quindi con tariffe fisse e agevolate per residenti e nativi, sono la Civitavecchia-Arbatax-Cagliari (trisettimanale), la Napoli-Cagliari-Palermo (trisettimanale; settimanale con lo scalo siciliano). Entrambe le linee sono in concessione dal Ministero dei Trasporti al gruppo Grimaldi dal 2020.

## Sistema aeroportuale e trasporto aereo

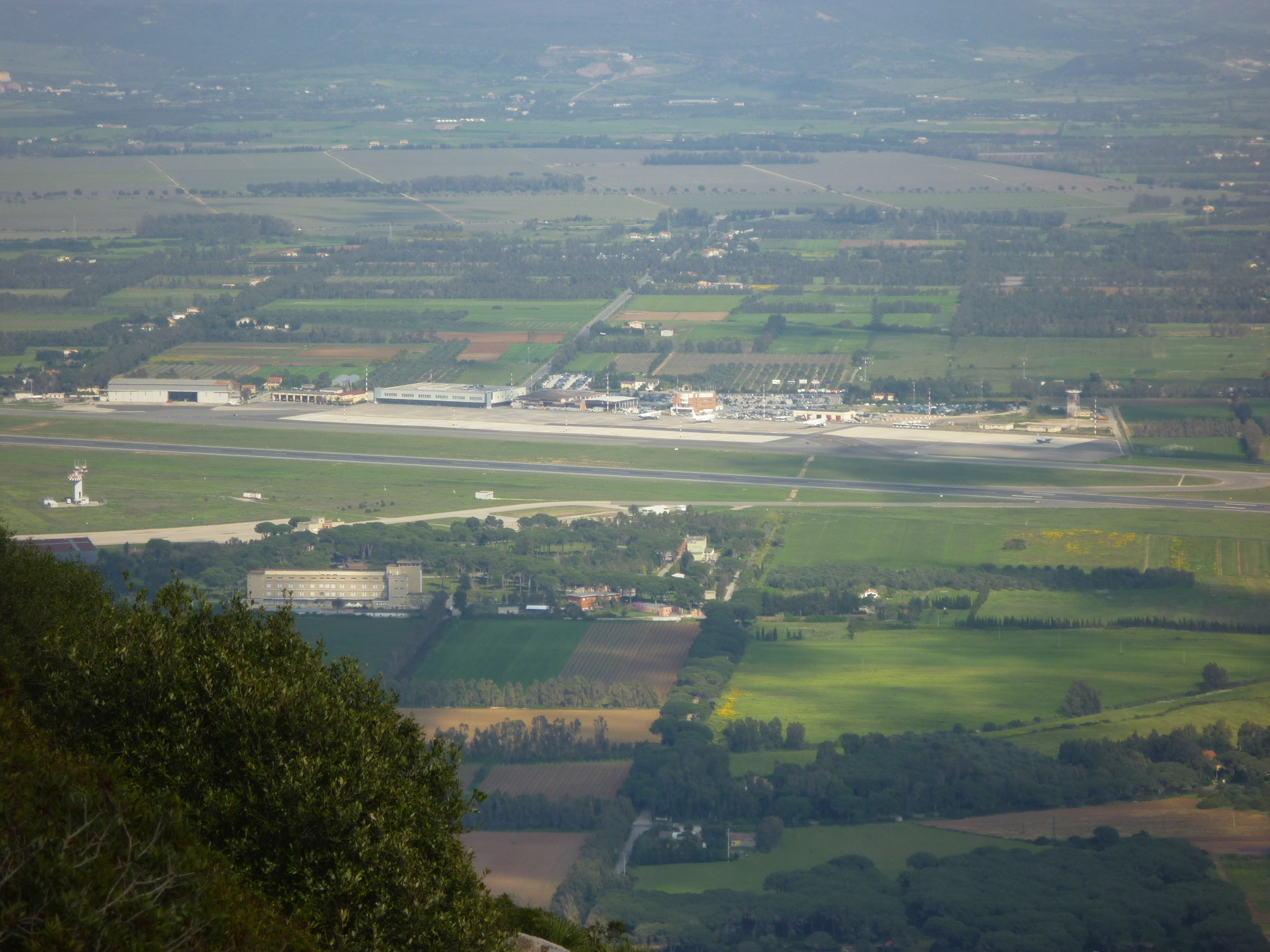
L'aeroporto di Alghero-Fertilia

Tre aeroporti internazionali (Cagliari-Elmas (Mario Mameli), Olbia-Costa Smeralda ed Alghero-Fertilia (Riviera del Corallo) - presso quest'ultimo era presente fino a pochi anni fa la scuola di volo per i piloti dell'Alitalia) smistano il traffico in arrivo e in partenza verso le principali città italiane e svariate destinazioni europee, quali il Regno Unito, la Scandinavia, la Spagna e la Germania, mentre due sono gli aeroporti regionali. Le principali compagnie aeree italiane attive in Sardegna sono Air Italy, con sede legale a Olbia (ex Meridiana e Alisarda, fondata nel 1963 dal Principe Aga Khan Karīm al-Hussaynī), Alitalia e Air Dolomiti. Tra le compagnie straniere figurano alcune low cost come Ryanair, easyJet, TUI fly, Blue Air e Wizz Air.
Durante il periodo estivo alcuni collegamenti avvenivano anche con Tortolì-Arbatax, ora chiuso, mentre da svariati anni si ipotizza l'apertura al traffico commerciale dell'Aeroporto di Oristano-Fenosu. Nel panorama militare conserva inoltre una discreta importanza strategica l'aeroporto NATO di Cagliari-Decimomannu (Giovanni Farina). In Sardegna sono presenti anche varie aviosuperfici usate per voli turistici e sportivi, come quella di Castiadas (dove è ospitata anche una scuola di paracadutismo) e quella di Dorgali.

### La continuità territoriale
Nel recente passato la Regione Sardegna ha optato per l'applicazione della continuità territoriale, in particolare sui collegamenti fra i tre aeroporti principali, Alghero, Cagliari ed Olbia, verso Milano e Roma. Questa pratica, che garantisce alle compagnie l'assegnazione in esclusiva delle linee in seguito ad appalto pubblico, ha da un lato garantito numerosi benefici ai residenti e nativi della Sardegna, come:
- l'aumento del numero di collegamenti, sia come numero di voli che come destinazioni, verso il continente
- la certezza del costo del biglietto fino al momento della partenza, fissato per legge

ma anche diversi svantaggi, sia per i residenti che per i non residenti:
- l'aumento dei costi per i non-residenti, non tutelati dal provvedimento ad eccezione di alcune categorie.
- la mancanza di concorrenza sulle linee interessate
- la mancanza di vettori alternativi immediatamente disponibili in caso di problemi tecnici, finanziari o burocratici
- l'assegnazione in regime di monopolio delle tratte ha bloccato l'attività delle compagnie low-cost su alcune linee, come Ryanair su Alghero-Roma e easyJet su Olbia-Milano (Coperta oggi nella tratta da Milano-Malpensa), che offrivano già, senza richiedere alcun contributo pubblico, prezzi concorrenziali se non molto inferiori a quelli della continuità, ma con un sistema tariffario completamente diverso a quello della continuità territoriale.

## Sistema ferroviario
La rete ferroviaria, costruita in buona parte sul finire del XIX secolo, si sviluppa per circa 600 km e si limita a congiungere le città principali e i porti. L'intera rete ferroviaria non è elettrificata e si compone delle linee a scartamento ordinario del gruppo Ferrovie dello Stato Italiane, con la principale linea sarda Cagliari-Golfo Aranci e altre 3 linee che diramandosi da questa permettono di raggiungere Sassari e Porto Torres a nord e Iglesias e Carbonia a sud-ovest. I collegamenti locali sono garantiti da quattro ferrovie a scartamento ridotto dell'ARST, a cui se ne sommano altrettante (per circa 440 km di sviluppo) impiegate per il servizio turistico Trenino Verde.